# Großsteingräber bei Negernbötel
Die Großsteingräber bei Negernbötel sind eine Gruppe von fünf megalithischen Grabanlagen der jungsteinzeitlichen Trichterbecherkultur bei Negernbötel im Kreis Segeberg in Schleswig-Holstein. Die Gräber 1–4 tragen die Sprockhoff-Nummern 238–241. Die Gräber 1 und 2 wurden 1914 von Friedrich Knorr archäologisch untersucht und Grab 3 vermessen.

## Lage
Die Gräber befinden sich östlich von Negernbötel. Die Gräber 1, 2, 3 und 5 liegen südlich des Hamdorfer Wegs in einem Waldstück beiderseits eines Wegs. Grab 3 ist die nördlichste Anlage dieser Gruppe. Grab 2 liegt 75 m südwestlich hiervon und Grab 1 weitere 90 m südwestlich. Grab 5 liegt 60 m südsüdwestlich von Grab 1. Grab 4 liegt etwas abseits dieser Gruppe nördlich des Hamdorfer Wegs und 190 m nordöstlich von Grab 3.

## Beschreibung

### Grab 1
Diese Anlage besitzt ein nord-südlich orientiertes rechteckiges Hünenbett mit einer Länge von etwa 90 m und einer Breite von 7 m. Von der Umfassung sind noch 30 Steine an der westlichen und neun an der östlichen Langseite sowie zwei an der südlichen und einer an der nördlichen Schmalseite vorhanden. Die Hügelschüttung ist noch gut erhalten. Die Grabkammer liegt etwa in der Mitte des Betts. Es handelt sich um einen nord-südlich orientierten Großdolmen mit einer Länge von 3,5 m und einer Breite von 2 m. In situ erhalten sind noch drei Wandsteine der westlichen Langseite und der südliche Abschlussstein. Ein Wandstein der Ostseite ist umgekippt. Die restlichen Wand- und sämtliche Decksteine fehlen.
In der Grabkammer wurden zwei Bestattungshorizonte festgestellt. Der erste bestand aus einer unteren Schicht aus dunklem, mit gebranntem Feuerstein durchsetzten Material und einer oberen Schicht aus Sand. In der Sandschicht wurden Skelettreste und als Beigaben eine dicke Feuerstein-Spitze und eine unverzierte Keramikscherbe gefunden. Über der Sandschicht lag eine Schicht aus Steinplatten und darüber eine Schicht aus dunklem, mit gebranntem Lehm durchsetzten Material. Diese Schicht enthielt zahlreiche Beigaben. An Feuersteingeräten wurden ein dicknackiges Beil, ein dicknackiger Meißel, ein Flachbeil, ein Schmalmeißel, eine prismatische Klinge und vier Abschläge gefunden. Zu den Keramikfunden gehörten eine kleine unverzierte Kugelamphore, ein schrägwandiger Kumpf, der Boden eine Gefäßes mit ausladender Wandung und zwei verzierte Randscherben.

### Grab 2
Diese Anlage besitzt ein nordost-südwestlich orientiertes rechteckiges Hünenbett mit einer ursprünglichen Länge von etwa 120 m. Von der Umfassung sind noch 24 Steine an der nordwestlichen und elf an der südöstlichen Langseite sowie einer an der südwestlichen Schmalseite vorhanden. An der Nordostseite konnten nur noch Standspuren von Umfassungssteinen festgestellt werden. Die Hügelschüttung ist noch gut erhalten. Die Grabkammer liegt im Südwestteil des Betts. Sie ist südost-nordwestlich orientiert und hatte ursprünglich eine Länge von etwa 3,75 m und eine Breite von 2,5 m. Es sind nur der in situ stehende südöstliche Abschlussstein und die beiden leicht verschobenen angrenzenden Wandsteine der Langseiten erhalten. Der genaue Grabtyp lässt sich nicht sicher bestimmen.

### Grab 3
Diese Anlage besitzt ein annähernd ost-westlich orientiertes rechteckiges Hünenbett mit einer Länge von 41 m und einer Breite von 7 m. Von der Umfassung sind an den Langseiten jeweils neun Steine und an der östlichen Schmalseite ein Stein vorhanden. An der Westseite konnten nur noch Standspuren von Umfassungssteinen festgestellt werden. Die Hügelschüttung ist stark durchwühlt. Eine Grabkammer ist nicht zu erkennen.

### Grab 4
Diese Anlage besitzt ein nordost-südwestlich orientiertes Hünenbett mit einer Länge von 26 m und einer Breite von 5 m. Die Umfassung ist nur noch in Resten erhalten. Eine Grabkammer ist nicht zu erkennen.

### Grab 5
Diese Anlage besitzt ein kurzes, nord-südlich orientiertes Hünenbett. Es sind noch einige Umfassungssteine und eine flache Hügelschüttung erhalten. Eine Grabkammer ist nicht zu erkennen.